# اولکایاک
اولکایاک (به قزاقی: Ulkayak) یک رود در قزاقستان است که در حوضه شالکارتنیز واقع شده‌است.